# Època de la gran unificació
En cosmologia física, assumint que la natura és descrita per una teoria de la gran unificació, l'època de la gran unificació fou el període de l'evolució del jove univers que succeí l'època de Planck, a partir d'uns 10-43 després del big-bang, en què la temperatura era comparable a les temperatures característiques de les teories de la gran unificació. Si s'assumeix que l'energia de gran unificació és 1015 GeV, correspon a temperatures superiors a 1027 K. Durant aquest període, tres de les quatre forces fonamentals (l'electromagnetisme, la força forta i la força feble) es trobaven unificades en una sola força electronuclear. La gravetat s'havia separat de la força electronuclear al final de l'època de Planck. Durant l'època de la gran unificació, les característiques físiques com ara la massa, la càrrega, el sabor i la càrrega de color mancaven de sentit.
L'època de la gran unificació s'acabà aproximadament 10−36 segons després del big-bang. Arribat aquest punt, es produïren diversos esdeveniments clau. La força forta se separà de les altres forces fonamentals. La temperatura caigué per sota del llindar al qual es podien crear bosons X i Y, i els que quedaven es desintegraren. És possible que part d'aquest procés de desintegració violés la conservació del nombre bariònic i produís un petit excés de matèria sobre l'antimatèria (vegeu bariogènesi). També es creu que aquest canvi de fase engegà el procés d'inflació còsmica que dominà el desenvolupament de l'univers durant la posterior època de la inflació.